# Andrea del Sarto
Andrea del Sarto, egentlig Andrea d’Agnolo di Francesco, kaldet Sarto efter sin faders håndværk, denne var skrædder (født 16. juli 1486 i Firenze, død 29. september 1530 sammesteds) var en italiensk maler.
Sarto var elev af den ganske ubetydelige Gian Barile, derefter af Piero di Cosimo; men den væsentligste indflydelse på hans kunst fik Fra Bartolommeo for kompositionens og Michelangelo for formens vedkommende. —  Sarto betegner kulminationen af florentinsk malerkunst: uovertræffelig  er hans billeders vægtige og mægtige holdning, hans figurers storladne  og brede form, men størst er Sarto dog som kolorist; han er der ikke  blot den florentinske kunsts absolut mest fremragende maler, men en af  verdens største farvekomponister; hans farvers bløde harmoniske  sammenstemthed, deres gennemsigtige klarhed og dybe fylde er af den  vidunderligste skønhed og duft. Men trods alle disse rige egenskaber vil  Sarto ikke synes os at høre til de renæssancemestre, vi elsker mest.  der fattes i Sartos kunst det præg af en personlighed, der står inde for  og overbeviser om sin kunsts indre sandhed og indhold, der mangler  præget af, at ban har haft højere mål end netop sin kunsts midler: den  skønne skal savner alt for ofte kerne, det sjælelige indhold i hans  billeder er i reglen sørgelig tomt og fladt. —  Sartos hovedværker findes i hans fødeby, hvor hans virksomhed  hovedsagelig fandt sted, og hvor han 1508 optoges i Gildet og ca. 1513  ægtede Lucretia del Fede, hans Livs onde Ånd (Vasari). 1518 indkaldte Frants I ham til Frankrig,  men knap to år efter søgte han orlov til at drage på besøg til Firenze.  Han aflagde ed på at vende tilbage til Frankrig, men han vendte aldrig  tilbage, og de summer, som Frants I havde overgivet ham til indkøb af  italienske kunstværker, forødte han selv. — Af hans arbejder skal nævnes de mægtig virkende fresker i Santissima Annunziata i Firenze med fem scener af den hellige Filippo Benizzis  liv, delvis af andre malere, hertil slutter sig Kongernes tilbedelse og det kostelige Marias fødsel, et værk, der i sin mageløse storladne  monumentalitet og i sin rige farveskønhed er kronen på dette af  florentinsk kunst så ofte behandlede emne. Ikke mindre magtfulde virker  de brunt i brunt malte fresker af Johannes Døberens historie Compagnia dello Scalzo, 1511—26; her også de fire kardinaldyder, Nadveren Musée du Cenacolo di San Salvi ved Firenze, det eneste nadverbillede, der "på lang afstand tør nærme sig Leonardos" Jacob Burckhardt,  uden af dennes dybe ånd, men med aposteltyper en hos Sarto sjælden  vægtig og enkel karakterfuldhed, endelig hans mesterværk som  freskomaler, den i komposition, form og farve lige fuldendte — og ganske sjælløse — Madonna del Sacco i Santissima Annunziata. Som de betydeligste af Sartos staffelibilleder fremhæves bebudelsen, den unge Johannes Døber, Korsnedtagelsen, Pietà, Disputa della Trinità alle i Palazzo Pitti, Madonna med Johannes Evangelisten og den hellige Franciscus på italiensk hedder billedet Madonna delle Arpie,  hans herligste komposition blandt adskillige fade madonnaer og hellige  familier, dette billede ligesom hans prægtige, holdningsfulde  selvportræt i Uffizi. Andre billeder uden for Italien i Louvre, Caritas, 1518, i London et portræt, i Dresden Abrahams offer og i Berlin Madonna med barn og otte helgener og andre Steder.

## Galleri
- Andrea del Sarto, Madonna delle Arpie, 1517, Galleria degli Uffizi
- Andrea del Sarto, Disputa della Trinità, 1517, Palazzo Pitti
- Andrea del Sarto, Caritas, 1518, Louvre
- Andrea del Sarto, Madonna del Sacco, 1525, Santissima Annunziata
- Andrea del Sarto, Abrahams offer, mellem 1527 og 1529, Gemäldegalerie Alte Meister
- Andrea del Sarto, Madonna med barn og otte helgener (kompositionsundersøgelse for maleri til alteret i Sarzana), 1528, Kupferstichkabinett Berlin